# ダイ・イン

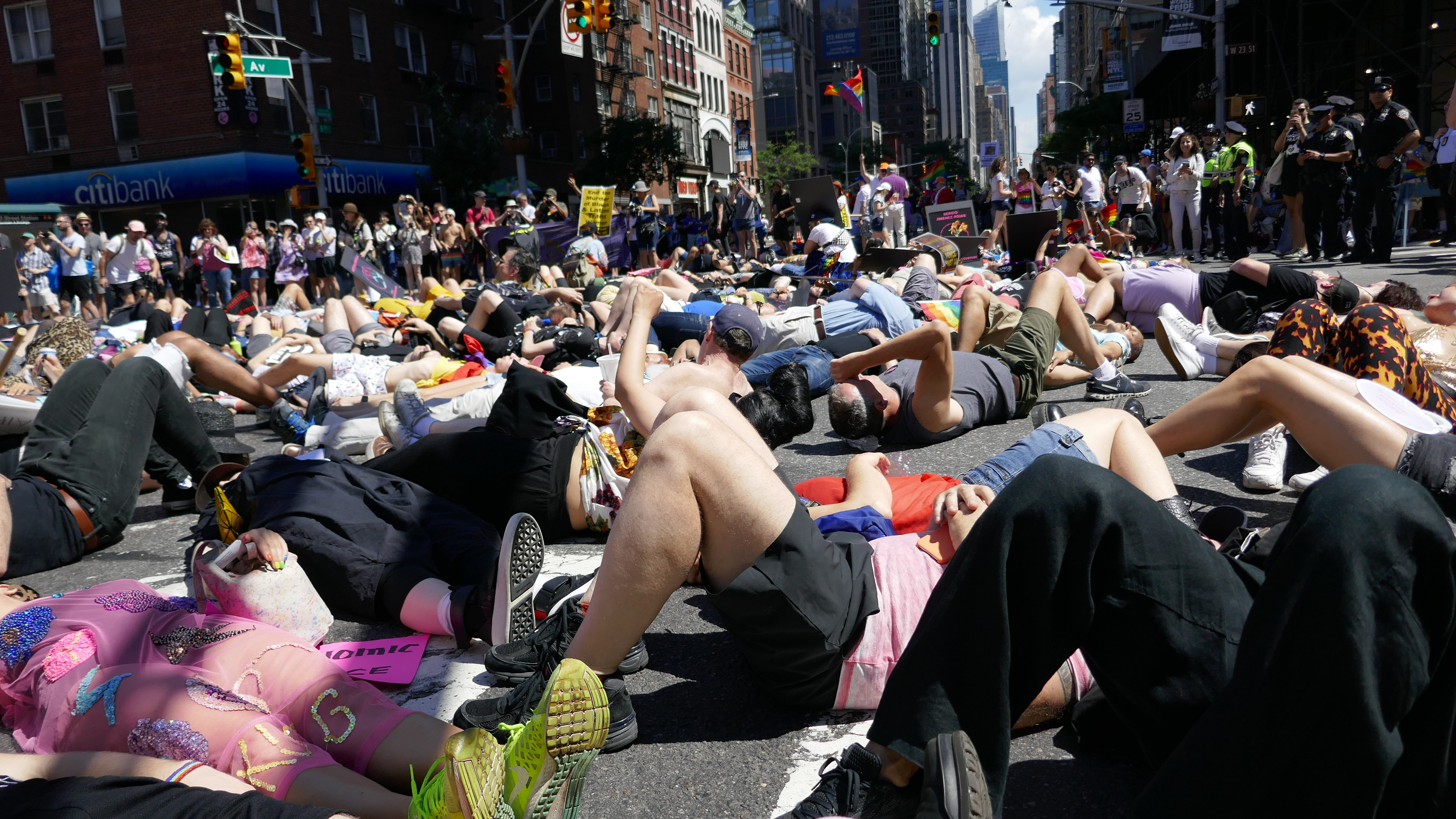
クィア解放マーチで行われたダイ・イン（2019年、アメリカ合衆国、マンハッタン）

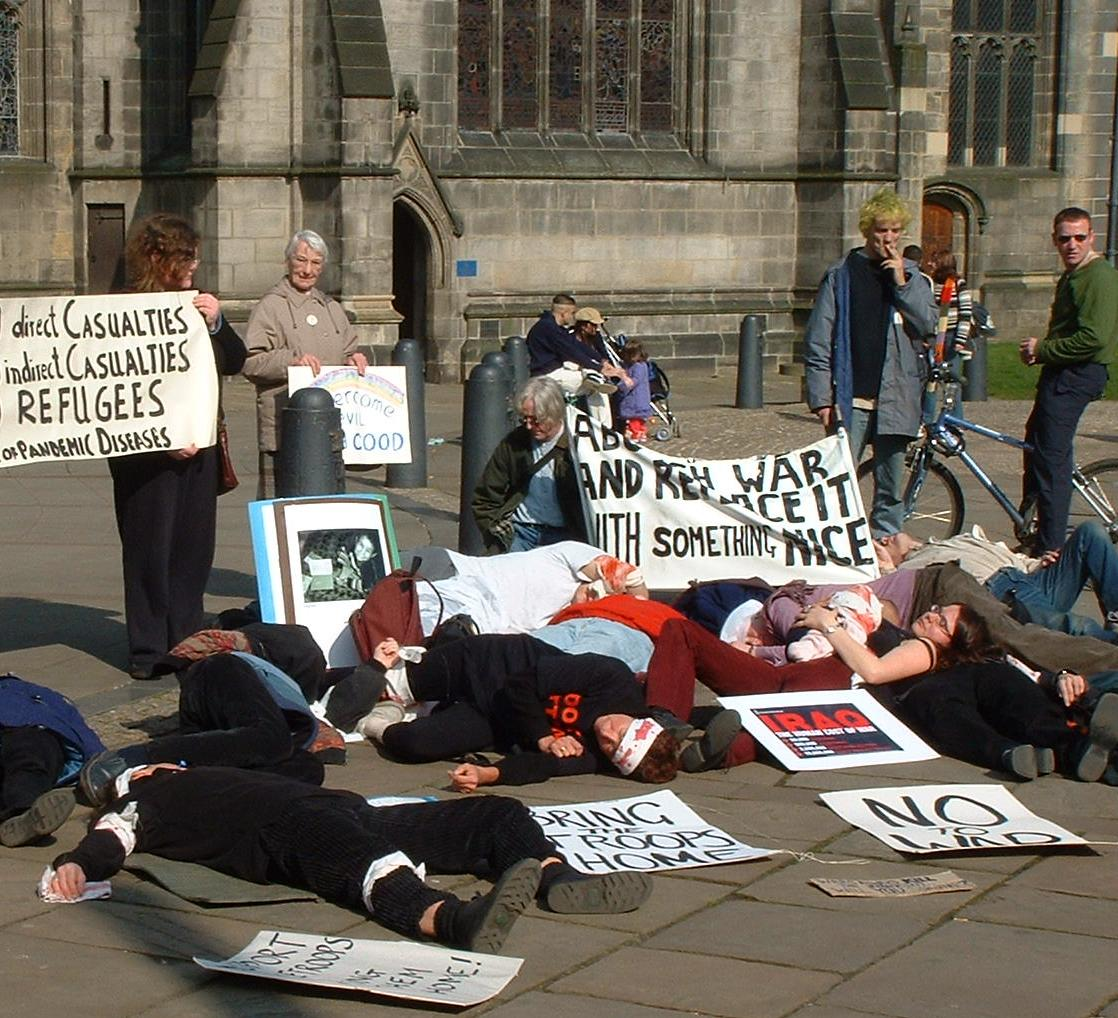
イラク侵攻に対するダイ・インでの抗議（2003年、イギリス、シェフィールド）

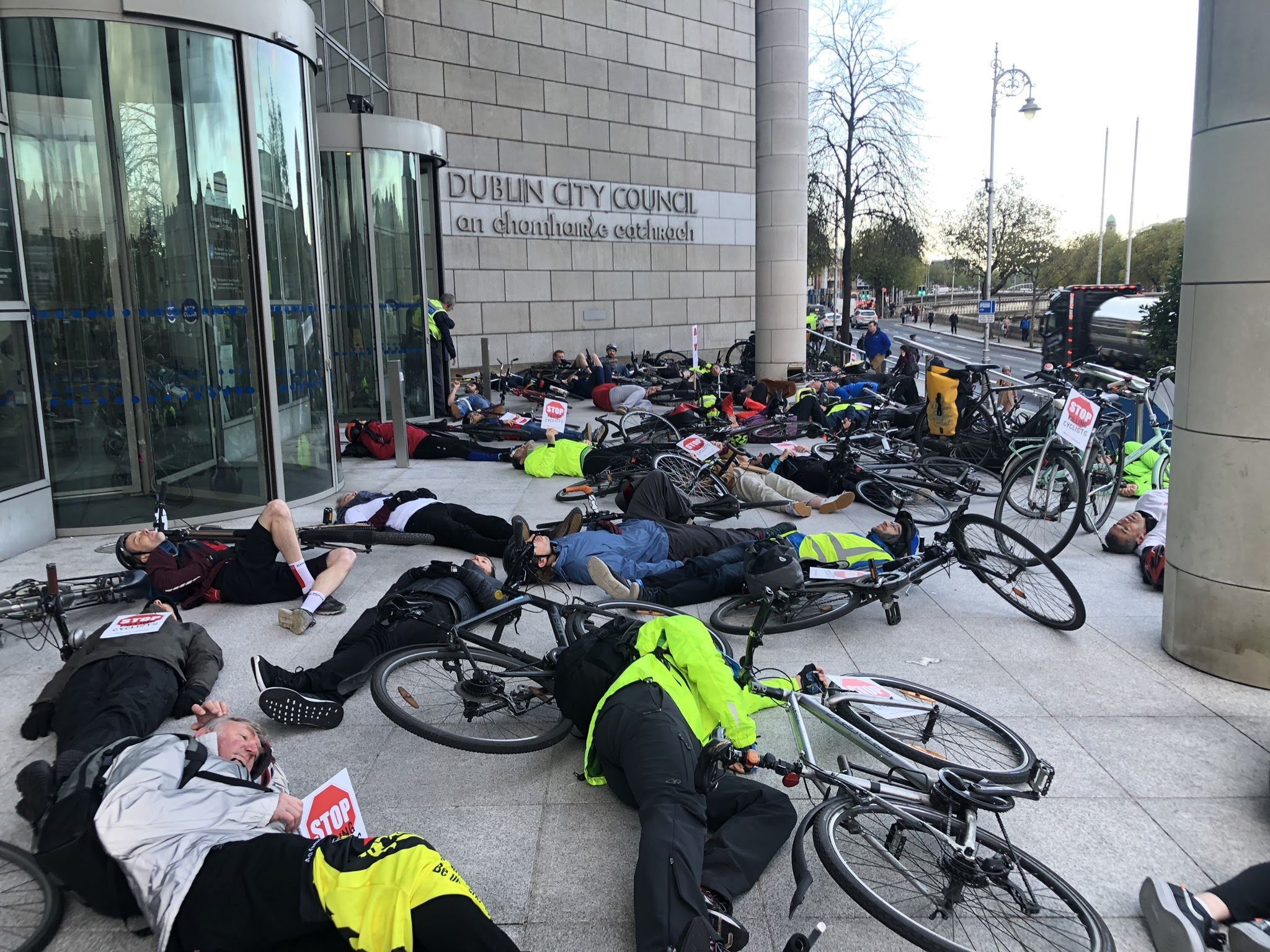
アイルランド、ダブリンにおけるサイクリングの環境改善に取り組む慈善団体I BIKE Dublinがダブリン市議会で行ったダイ・イン（2019年）

ダイ・イン（英語: die-in）とは、参加者が死者になりきることで行われる抗議の一形式である。ダイ・インは、動物の権利、反戦、交通規則違反、人権、エイズ、銃規制、環境問題など、様々な話題で用いられてきた手法である。多くの場合、参加者は警察によって強制的に排除されてしまわない短時間でダイ・インを実行する。 
ダイ・インの最も単純な方法は、地面に横になって死んでいるふりをすることであり、時としてプラカードや旗で身を覆う。ダイ・インのポイントは、行き交う人の流れを妨害して通行人の人目を引くことにある。 
より込み入った方法として、血や赤色の液体を染み込ませた包帯を使用したり、死にざまがよりリアルに見えるように、参加者が苦痛に耐えたり、身もだえて見せたりすることもある。殺人事件への抗議活動では、殺人被害者を模した参加者を囲むようにチョークで書き入れられたこともある。これは、チョーク・アウトラインを模したものである。 

## 例
2006年4月22日、何千人もの抗議者がベネズエラ、カラカスのフランシスコ・デ・ミランダ通りに横たわり、ウゴ・チャベス政権下での治安悪化と犯罪に対して抗議した。 
2007年9月15日、数千人の人がイラク戦争に抗議の意を示すためにワシントンDCの国会議事堂でダイ・インを決行した。これにより、イラク戦争の退役軍人10人を含む190人以上が逮捕された。 
ダイ・インは、アメリカ合衆国における警察の暴力に抗議するためにも用いられている。ミズーリ州ファーガソンでは、2014年にセントルイス警察の警察官が起こしたマイケル・ブラウン射殺事件の後処理に抗議するために、ニューヨーク市とサンフランシスコ湾地区では、2014年に発生したエリック・ガーナー窒息死事件に抗議するために、シカゴでは2016年7月に立て続けて起こったアルトン・スターリング射殺事件とフィランド・カスティール射殺事件に抗議するために、ダイ・インが用いられた。 
2018年12月15日、気候非常事態宣言の発令をケンブリッジシャー郡やケンブリッジ市に求めるために、国際的な社会運動エクスティンクション・リベリオンのケンブリッジ支部のメンバー100人以上が、市内中心部でダイ・インを行った。 
2019年9月に気候変動・温暖化に具体的な政策・行動を求める目的で世界中で開催されたグローバル気候マーチでは、カナダ・ハンガリー・マルタ・タイなど一部の国でダイ・インが行われた。

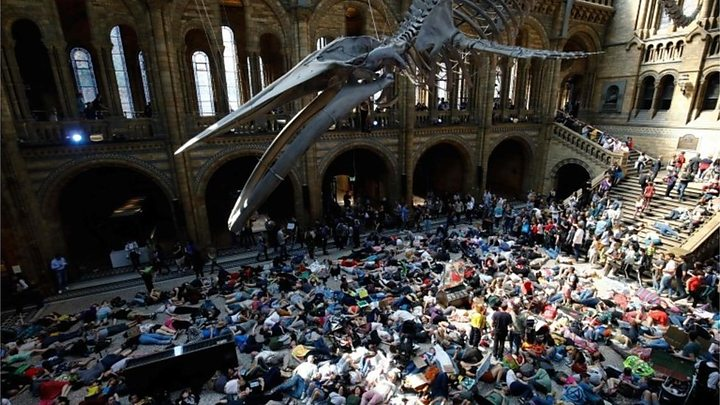
生態系の崩壊に呼応してロンドン自然史博物館で実行されたダイ・イン

2020年6月5日、ボリス・ジョンソン首相の上級顧問であるドミニク・カミングス宅（ロンドン）でダイ・インが実行された。このダイ・インは、ドミニク・カミングスが先月ロックダウン命令に違反して、ロンドンからダラムへ車を走らせていたことが明らかになりつつもダラム警察が何の措置も取らないと表明したことに対する抗議として行われた。